# Steropodon
Steropodon — рід доісторичних однопрохідних, або ссавців, що відкладають яйця. Він містить один вид, Steropodon galmani, який жив приблизно від 105 до 93,3 мільйонів років тому у ранньому та пізньому крейдяному періоді. Це одне з найдавніших виявлених однопрохідних тварин і одне з найдавніших відкриттів австралійських ссавців.

## Таксономія
Зубна система Steropodon дещо схожа на таку у теріан — плацентарних і сумчастих — зокрема наявність трибосфеничного корінного зуба, який, як вважалося, був притаманний лише теріям ще з крейдяного періоду. Це разом із відкриттям трибосфенових молярів однопрохідних родичів Ausktribosphenos і Ambondro mahabo, з яких останній розвинувся в юрському періоді, призвело до висновку, що моляр еволюціонував незалежно в двох лініях. Це спонукало до створення підкласів Australosphenida — однопрохідні та вимерлі родичі — і Tribosphenida — плацентарні та сумчасті. Однак, враховуючи, що ця класифікація базується лише на залишках щелепи та нижніх зубів, може бути недостатньо доказів, щоб зробити остаточний висновок.
Це може бути єдиний описаний представник родини Steropodontidae. Іншим запропонованим членом є Teinolophos, який був переміщений у свою власну родину, Teinolophidae, Фланнері та ін. (2022). Також беззуба часткова нижня щелепа з фації Finch Clay формації Griman Creek була приписана Муссеру (2013) неописаному стероподонтиду. З іншого боку, Flannery et al. припустив, що ця нижня щелепа може належати до нового роду та виду стеблових орніторинхид.